# Tanklastzugunglück von Los Alfaques
Das Tanklastzugunglück von Los Alfaques war ein folgenschwerer Gefahrgutunfall in Katalonien (Spanien), der sich am 11. Juli 1978 an der damaligen Nationalstraße Carretera Nacional N-340 im Bereich des Campingplatzes Los Alfaques an der Costa Daurada ereignete. 217 Menschen starben, mehr als 400 wurden verletzt.
Der Campingplatz befindet sich noch heute im Ortsteil Alcanar-Platja der Gemeinde Alcanar in der Comarca Montsià der Provinz Tarragona, knapp zwei Kilometer südlich der Stadt La Ràpita.

## Unfallhergang

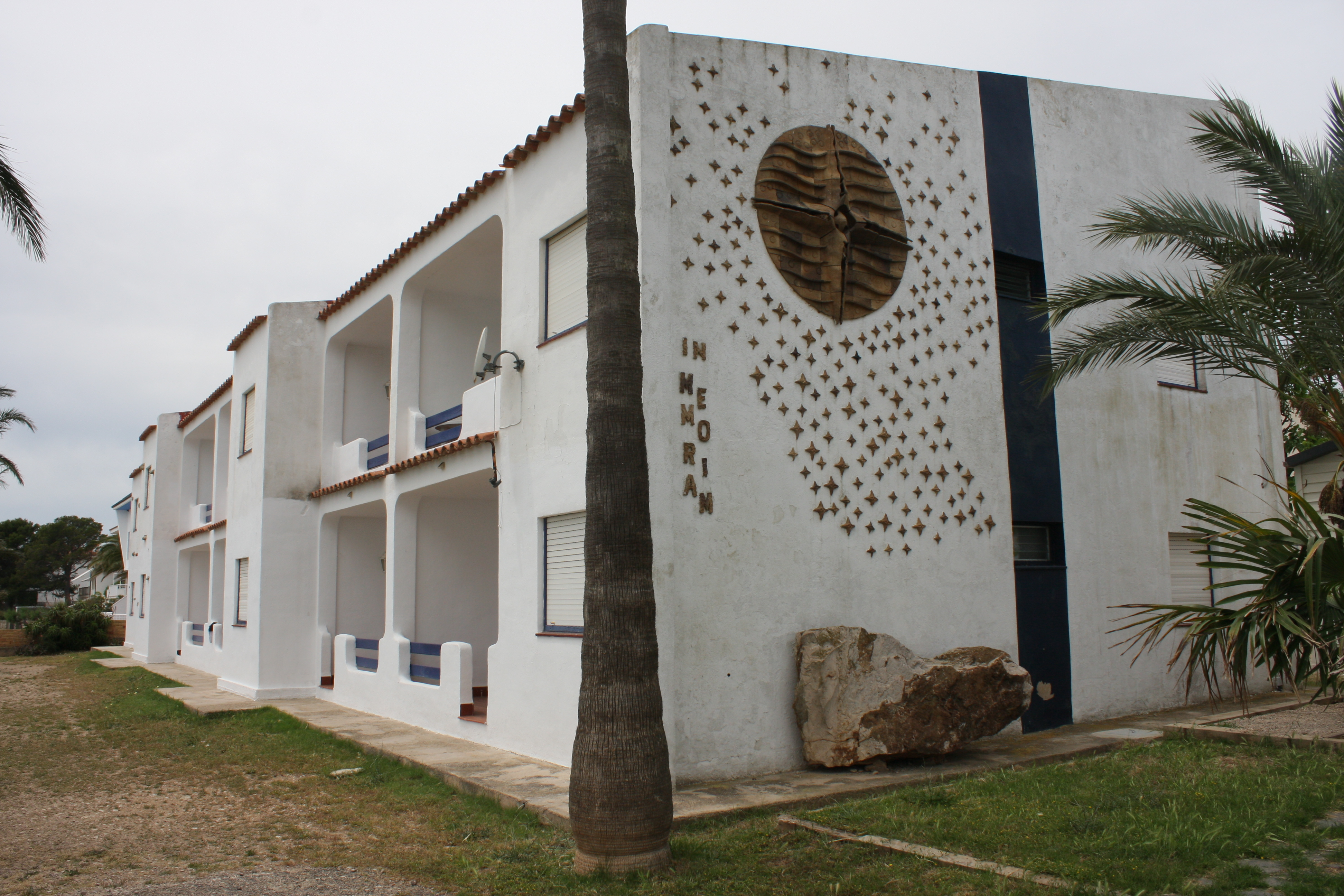
Gedenkstelle am Campingplatz

Ein mit 23 Tonnen Propen beladener 38-Tonner-Tanklastzug des Unternehmens Cisternas Reunidas befand sich auf dem Weg von der Raffinerie des Staatsunternehmens Enpetrol in Tarragona zu einem Raffineriekomplex in Zentralspanien. Vermutlich um die Maut zu sparen, die der Tankwagenfahrer Francisco Ibernón aus eigener Tasche hätte zahlen müssen, benutzte er die Nationalstraße N-340 Richtung Süden. Nach 102 Kilometern Fahrt – bei Kilometer 159,5 – platzte gegen 14:35 Uhr auf Höhe der Begrenzungsmauer des Campingplatzes Los Alfaques der das Gas enthaltende Tank.
Recherchen zur Unfallursache ergaben, dass der Tanklastzug mit 23 statt der vorgeschriebenen 19 Tonnen technisch überladen war. Beim Befüllen war ein füllungsfreier Raum nicht eingehalten worden. Da dieser Raum fehlte, konnte sich das flüssige Gas nicht ausdehnen. Der Tank wurde durch Erwärmung auseinandergedrückt. Weil er zudem aus einem sprödbruchempfindlichen Stahl hergestellt worden war, versagte der Tank schlagartig.
Das freigesetzte Flüssiggas verdampfte sofort, ergoss sich unter anderem über große Teile des Campingplatzes und entzündete sich dort einige Sekunden später an den zahlreich vorhandenen Gaskochern. Die dabei entstandene Flammenfront verbrannte ein 40 mal 60 Meter großes Stück des Platzes zwischen Straße und Meer völlig. Die durch die erzeugten Temperaturen explodierenden Gas- und brennenden Benzintanks fachten das Feuer zusätzlich an und erstickten schnelle Rettungs- und Löschversuche im Keim. Auf dem mit 800 Menschen deutlich überfüllten Campingplatz wurden der Fahrer des Tankzugs und rund 140 Urlauber sofort getötet oder starben, bevor sie in ein Krankenhaus eingeliefert werden konnten. Selbst direkt am Meer gab es Opfer, einige der ins Meer Flüchtenden ertranken.
Zeitungen berichteten, dass es rund 45 Minuten dauerte, bis nach der Explosion erste Rettungskräfte am Unfallort eintrafen. Zwischenzeitlich hatten sich bereits Urlauber und Anwohner um die Notfallpatienten gekümmert und sie zum Teil mit ihren Pkw in umliegende Krankenhäuser gebracht. Einsatzkräfte aus ganz Spanien trafen erst nach und nach am Unglücksort ein. Guardia Civil und Militär durchsuchten den weitgehend zerstörten Campingplatz.
Die Schwerbrandverletzten wurden unter anderem in die Universitätskliniken Barcelona und Madrid sowie in die Spezialklinik La Fe nach Valencia transportiert. In den folgenden Tagen und Wochen erlagen weitere 70 Urlauber ihren Verletzungen. Insgesamt starben 217 Menschen, darunter viele Deutsche sowie Franzosen und Belgier. Zusätzlich wurden mehr als 400 Menschen zum Teil schwer verletzt. Die in den Wohnwagen oder draußen befindlichen Personen erlitten schwere Brandverletzungen, an deren Folgen sie zum Teil heute noch leiden. Diejenigen, die sich in Steingebäuden aufgehalten hatten, kamen vergleichsweise glimpflich davon.
Bei der Explosion und dem nachfolgenden Brand wurden zwei Drittel des Campingplatzes auf einer Fläche von 300 mal 150 Metern zerstört, wobei komplett verbrannte und fast unversehrte Wohnwagen nebeneinander standen. Eine Diskothek wurde durch die Druckwelle der Explosion stark beschädigt, ein Teil des Tanks schlug in ein 300 Meter entfernt stehendes Gebäude ein, der andere auf einem Tennisplatz.
Die Identifizierung der zum Teil bis zur Unkenntlichkeit verbrannten Todesopfer gestaltete sich schwierig. Durch die Arbeit der Identifizierungskommission des deutschen Bundeskriminalamts konnten aber alle Opfer identifiziert werden.

## Folgen
Die Katastrophe führte zu strengeren Bestimmungen im Umgang mit Gefahrstoffen und bei deren Transport. Als Folge des Unfalls ist heute in Spanien Gefahrguttransporten die Durchfahrt durch Ortschaften untersagt.
Zwei der für die Beladung des Tanklastwagens Verantwortlichen wurden 1982 wegen „Fahrlässigkeit“ (imprudencia temeraria) zu je einem Jahr Haft verurteilt. In anschließenden Zivilprozessen wurden sie 1982 und 1983 zusammen mit den Konzernen Cisternas Reunidas und Enpetrol zu Schadenersatzzahlungen in einer Gesamthöhe von 2,2 Milliarden Peseten (= 138,23 Mio. Euro, nicht inflationsbereinigt) verpflichtet.
Der Campingplatz wurde wieder aufgebaut und wird heute regulär betrieben. Zum Gedenken an das Unglück befindet sich an der Außenwand des Appartementhauses eine Wandplastik mit einer Inschrift und einem Stern für jedes Opfer.
Die Geschichte des Unglücks wurde 2007 unter der Regie von Peter Keglevic unter dem Titel Tarragona – Ein Paradies in Flammen verfilmt und als Zweiteiler erstmals am 9. und 10. September 2007 ausgestrahlt.